# Chioninia spinalis
Chioninia spinalis — вид сцинкоподібних ящірок родини сцинкових (Scincidae). Ендемік Кабо-Верде.

## Підвиди
Виділяють п'ять  підвидів:
- Chioninia spinalis spinalis (Boulenger, 1906) — острів Фогу;
- Chioninia spinalis boavistensis Miralles, Vasconcelos, Perera, Harris & Carranza, 2010 — острів Боа-Вішта;
- Chioninia spinalis maioensis (Mertens, 1955) — острів Маю;
- Chioninia spinalis salensis (Angel, 1935) — острів Сал;
- Chioninia spinalis santiagoensis Miralles, Vasconcelos, Perera, Harris & Carranza, 2010 — острів Сантьягу.

## Поширення і екологія
Chioninia spinalis мешкають на південних і східних островах Кабо-Верде. Вони живуть на піщаних дюнах, в солончаках, кам'янистих пустелях і напівпустелях.